# فورد ماستنگ
فورد ماستنگ (به انگلیسی: Ford Mustang) که با نام موستانگ نیز شناخته می‌شود، خودروی ساخته شده توسط کارخانه فورد است. نسل اول این خودرو بر روی پلتفرم نسل دوم فورد فالکون ساخته و در ۱۷ آوریل ۱۹۶۴ به بازار عرضه شد. در حال حاضر ششمین نسل از این مدل به بازار عرضه شده‌است.
فورد ماستنگ کلاس تازه‌ای به نام پونی کار یا خودروهای پونی را در آمریکای شمالی ایجاد کرد؛ خودروهای اسپرت کوپه‌ای که کاپوتی کشیده و پشت کوتاهی داشتند. خودروهایی نظیر شورلت کامارو، ای‌ام‌سی جاولین و داج چلنجر از دیگر ماشین‌ها در کلاس پونی کارز هستند. ماستنگ همچنین الهام بخش طراحی خودروهای اسپرت دیگری نظیر تویوتا سلیکا و فورد کاپری هم بود.

## پیشینه
فورد ماستنگ پنج ماه زودتر از آغاز رسمی ساخت خودروهای مدل ۱۹۶۵ به بازار عرضه شد. به همین خاطر به مدل‌هایی که در این پنج ماه تولید شد لقب «مدل ۱۹۶۴ و نیم» داده‌اند. ساخت رسمی خودرو از ۹ مارس ۱۹۶۴ در دیربورن در ایالت میشیگان آغاز شد.
گفته می‌شود نام خودرو توسط جان نجار، طراح خودرو به خاطر علاقه‌اش به جنگنده‌های ماستنگ در جنگ جهانی دوم ماستنگ انتخاب شد. جان نجار در سال ۱۹۶۱ با همکاری فیلیپ تی کلاک در طراحی پروتوتایپی همکاری کرد که ماستنگ ۱ نام گرفت. ماستنگ ۱ به‌طور رسمی در ۷ اکتبر ۱۹۶۲ در گرندپری ایالات متحده آمریکا در واتکینس گلن در نیویورک رونمایی شد. دن گارنی، راننده فرمول یک آن را در پیست راند و رکوردش کمی بیشتر از ماشین‌های فرمول ۱ بود.
روایت دیگری هم دربارهٔ انتخاب نام ماستنگ وجود دارد. گفته می‌شود رابرت جی اگرت، مدیر تحقیقات بازار فورد این نام را انتخاب کرد. براساس این روایت آقای اگرت کتاب «ماستنگ‌ها» نوشته جی. فرانک دوبی را که در سال ۱۹۶۰ چاپ شده بود از همسرش هدیه گرفت و بعداً همین نام الهام بخش نام کانسپت جدید فورد شد. او نام ماستنگ را به فهرست نام‌هایی که دربارهٔ آن بحث بود اضافه کرد و دست آخر این نام با فاصله زیاد انتخاب شد. امتیاز این نام در آلمان در اختیار شرکت کروپ بود و فورد از خرید این امتیاز با قیمت ده هزار دلار سرباز زد و این ماشین تا دسامبر ۱۹۷۸ با نام «تی-۵» در آلمان فروخته شد.

## نسل اول (۱۹۶۴–۱۹۷۳)

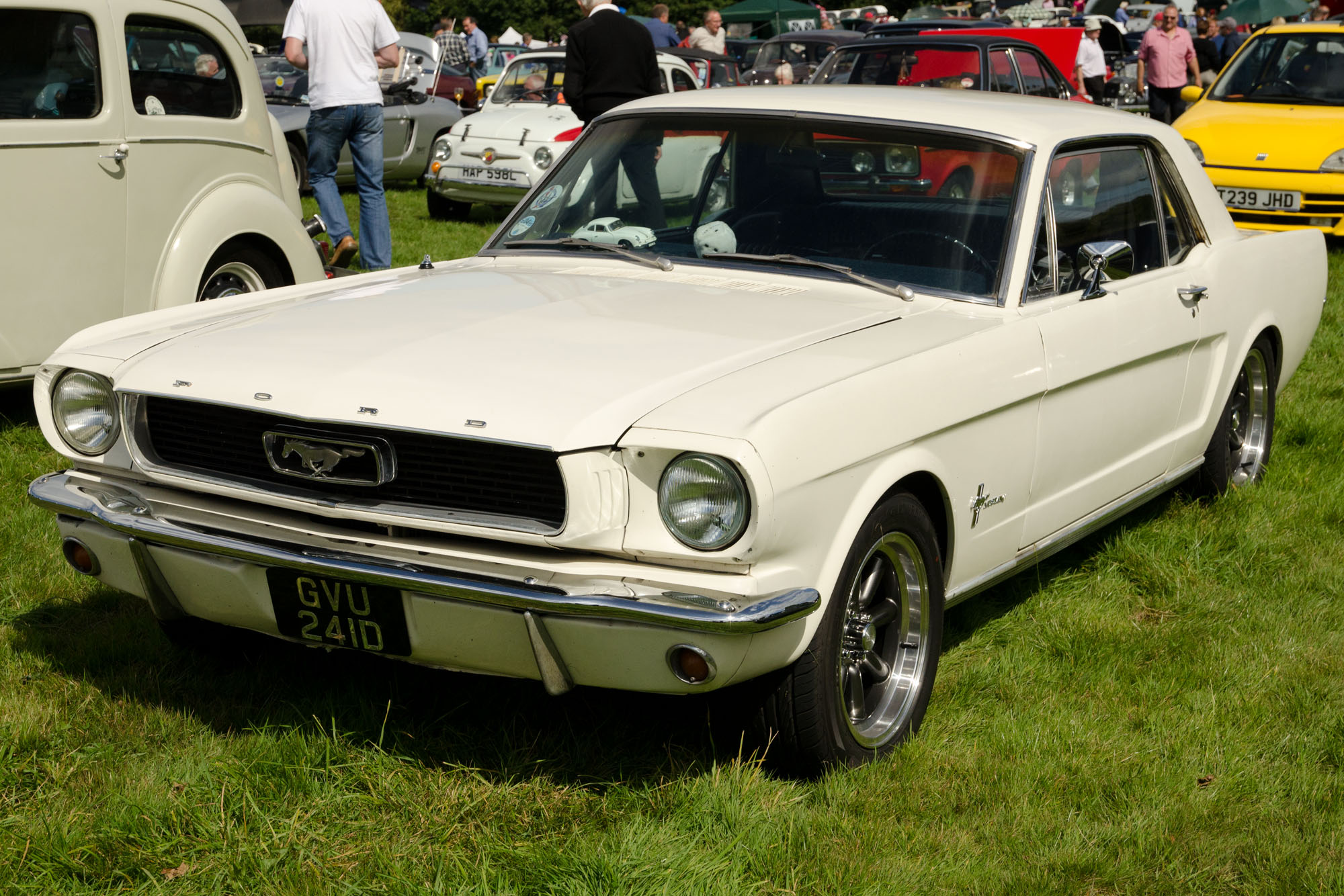
فورد ماستنگ مدل ۱۹۶۴

پروژه ساخت ماستنگ با کد تی-۵ ظرف ۱۸ ماه به مدیریت لی یاکوکا و سرمهندسی دونالد ان فری انجام شد. خودرویی که در این پروژه ساخته شد دو نفره روباز بود و از موتور چهار سیلندر خورجینی آلمانی فورد تانوس استفاده می‌کرد و در ظاهر بسیار شبیه پونتیاک فیه‌رو بود. ادعا می‌شود تصمیم برای ساخت یک ماشین دو نفره به دلیل فروش کم فورد تاندربرد مدل ۱۹۵۵ کنار گذاشته شد. برای بزرگتر کردن بازار این خودرو تصمیم گرفته شد ماشین با ردیف دوم صندلی ساخته شود که جای پای کمی داشت. برای افزایش جای داخل ماشین کمی از فضای صندوق هم کم شده بود.

## نسل دوم (۱۹۷۴–۱۹۷۸)

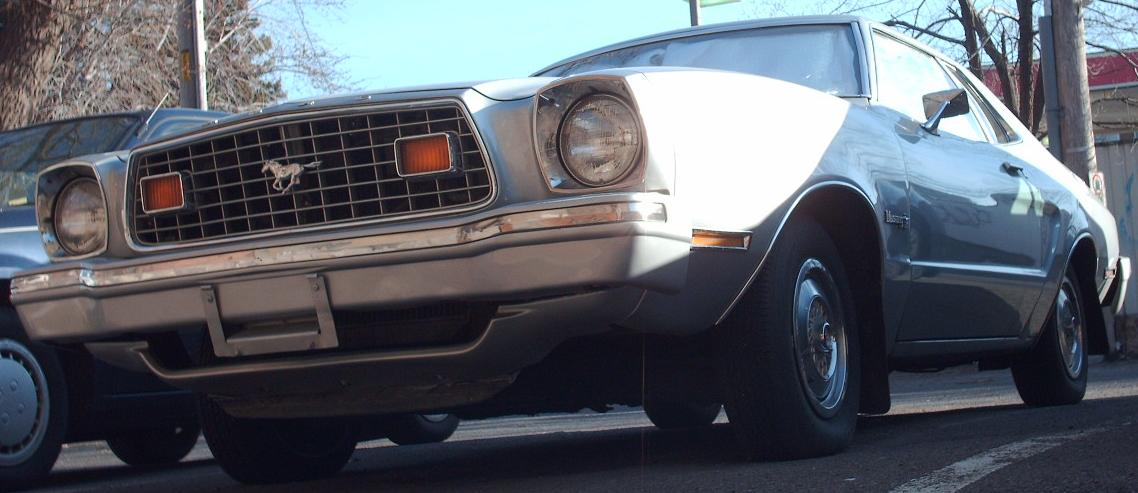
ماستنگ نسل دوم

نسل دوم ماستنگ در سال ۱۹۷۴ و به عنوان جانشینی برای نسل اول بر اساس پلتفرم مشترک با فورد پینتو معرفی شد. اما نه تنها از نظر ظاهری بلکه از نظر فنی نیز پسرفت قابل توجهی نسبت به نسل اول داشت. این خودرو با سه پیشرانه ۴-۶-۸ سیلندر عرضه شد ولی در کمال تعجب حتی قوی‌ترین نسخه نیز با قدرت ۱۴۰ اسب همچنان ضعیف بود. فورد در این نسل نسخه‌ای ویژه از ماستنگ را با نام «کینگ کبرا» عرضه کرد. تمام مشکلات این نسل به خاطر بحران انرژی بود.

## نسل سوم (۱۹۷۹–۱۹۹۳)

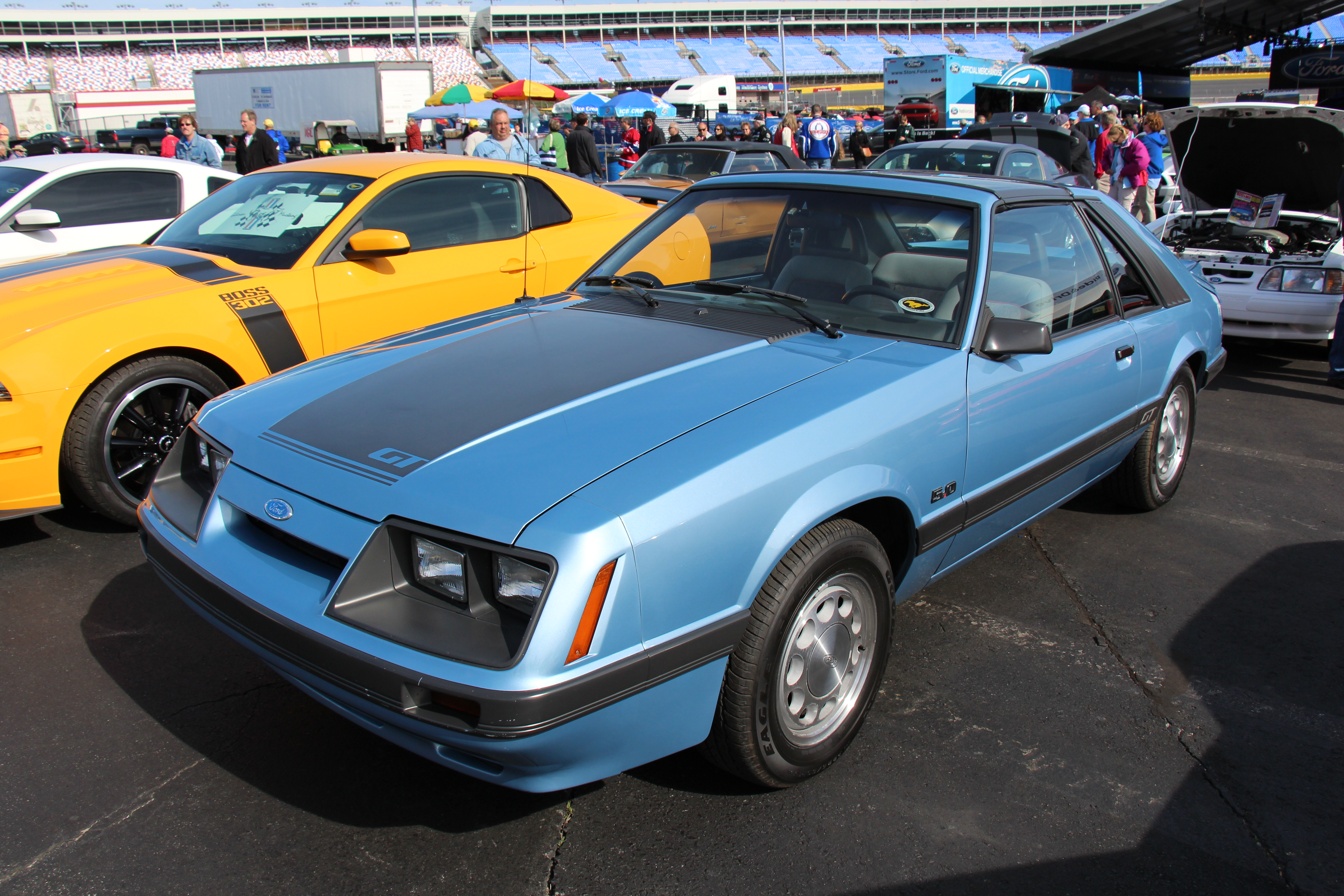
فورد ماستنگ نسل سوم مدل ۱۹۸۵ هاچ‌بک (قبل از فیس‌لیفت) که تا سال ۱۹۸۷ تولید شد.

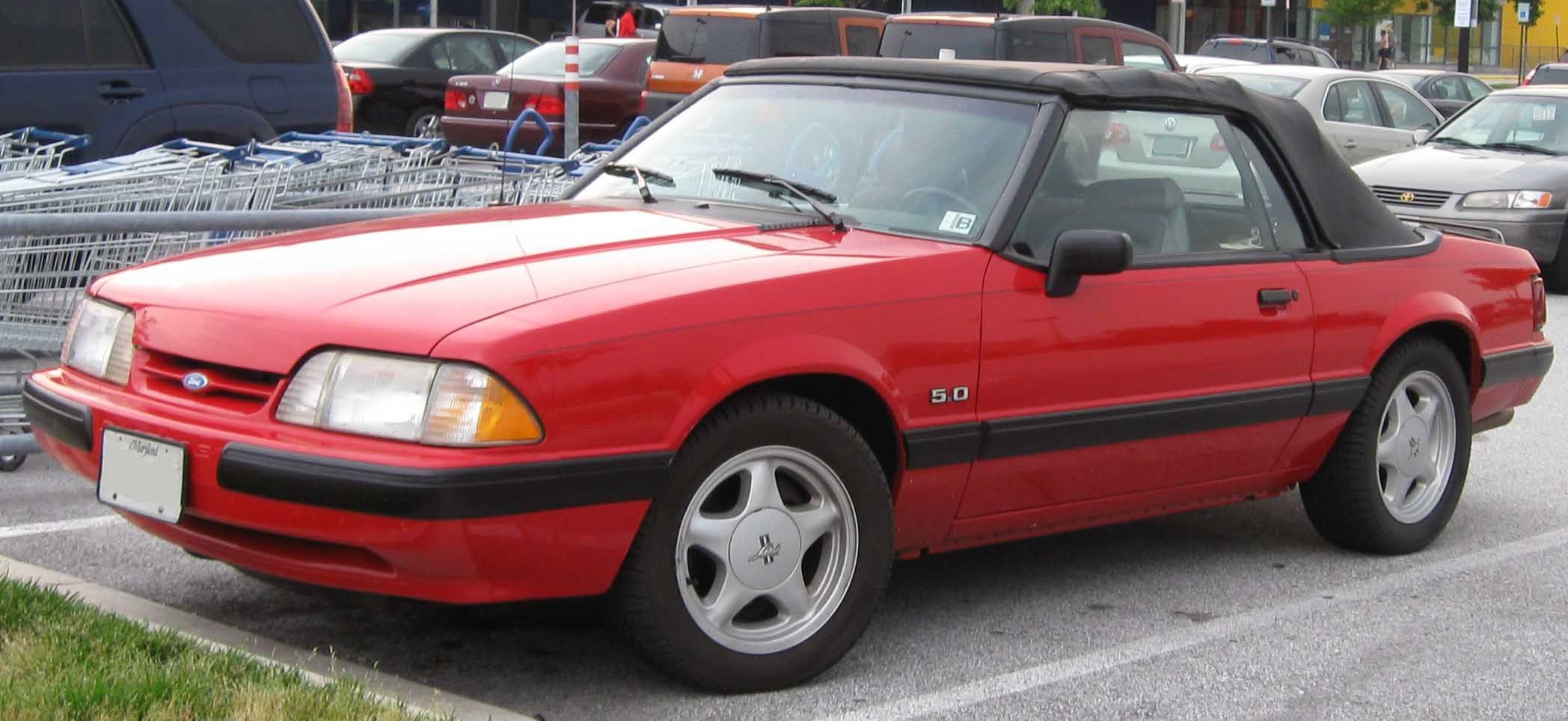
نسل سوم ماستنگ کانورتیبل (بعد از فیس‌لیفت) که از سال ۱۹۸۷ تا ۱۹۹۳ تولید شد. تغییرات این نسخه، با نسخه قبل از فیس‌لیفت شامل حذف چراغ‌های جلوی دوتکه و جایگزین شدن چراغ یکپارچه و برخی تغییرات در بخش داخلی خودرو بود.

نسل سوم ماستنگ براساس پلت فرم فاکس در سال ۱۹۷۳ ساخته شد. بدنه این نسل از نسل قبلی بزرگ‌تر، فضای داخلی بیشتر و حجم موتور بیشتر بود. سبک‌های بدنه این نسل، هاچ‌بک و کروکی و ناچ‌بک بودند. تریم‌های موجود برای این نسل شامل یک مدل پایه (۱۹۷۹–۱۹۸۱)، کاروزریا گیا (۱۹۸۲–۱۹۹۳)، توربوشارژ (۱۹۸۲–۱۹۹۳)، جی‌تی۲۰ (۱۹۸۲–۱۹۹۳)، اس‌وی‌او (فقط درسال ۱۹۸۴) و کبرا (۱۹۸۴–۱۹۸۶) بود. موتورهای این اتاق شامل ۲٫۳ لیتری ۴ سیلندر، ۲٫۸ لیتری ۶ سیلندر و ۴٫۹ لیتری ۸ سیلندر بودند.
این نسل از ماستنگ یک فیس‌لیفت را برای سال ۱۹۸۷ یک فیس‌لیفت را دریافت کرد که نسخه فیس‌لیفت تا سال ۱۹۹۳ تولید شد.

## نسل چهارم (۱۹۹۴–۲۰۰۴)

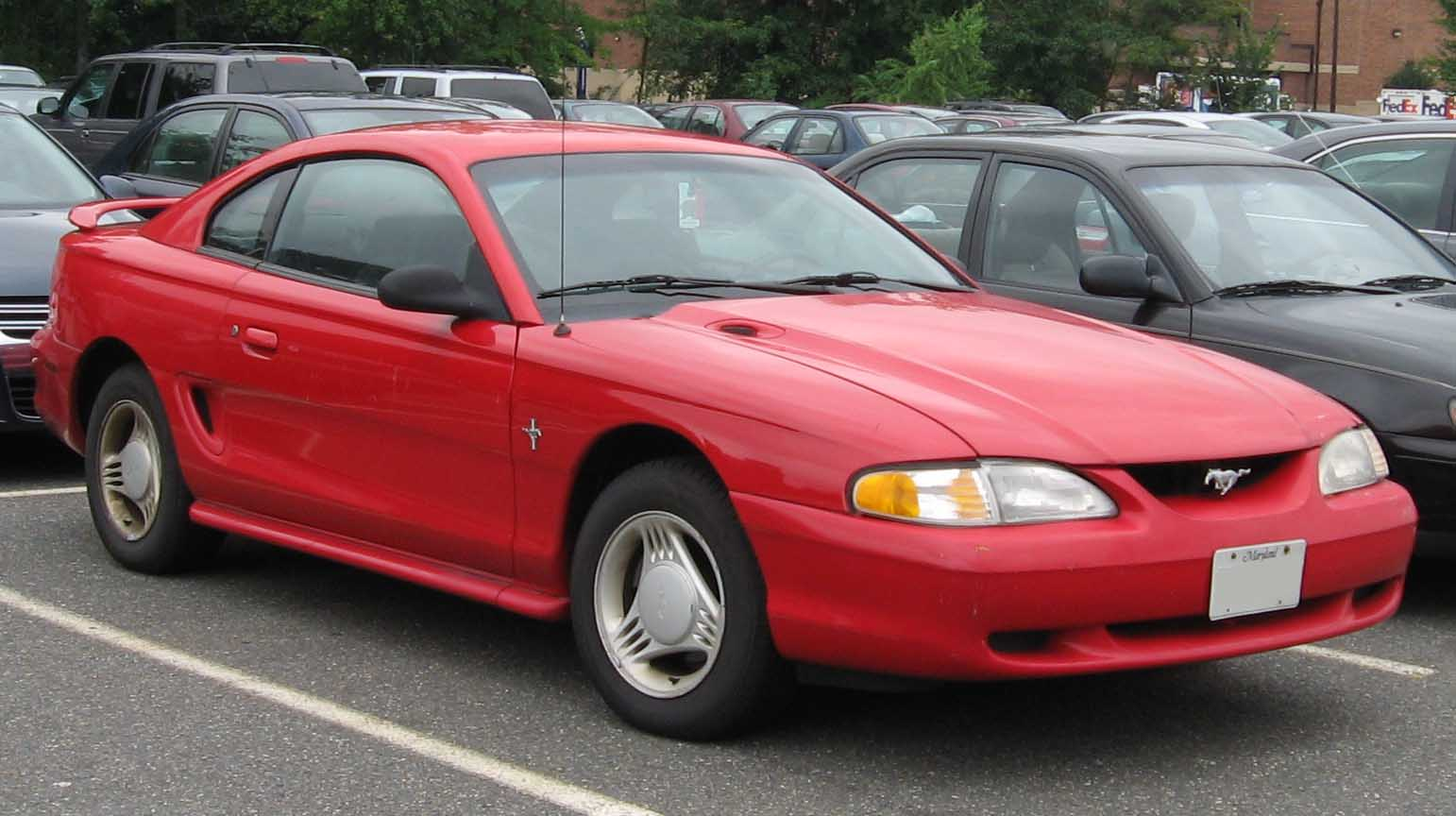
فورد ماستنگ نسل چهارم کوپه (قبل فیس‌لیفت) که از ۱۹۹۴ تا ۱۹۹۸ تولید شد.

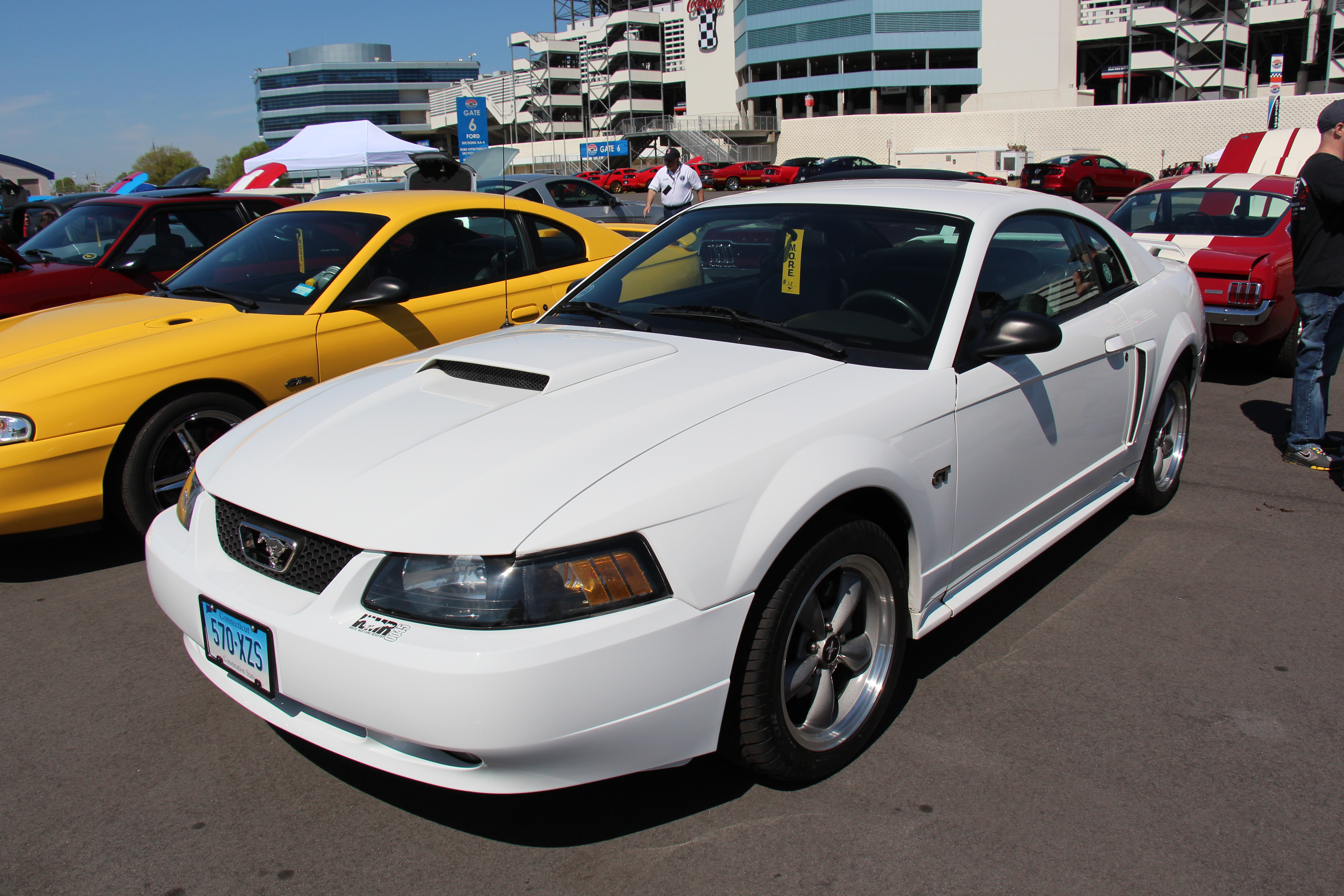
فورد ماستنگ کوپه جی‌تی نسل چهارم کوپه مدل ۲۰۰۰ (بعد از فیس‌لیفت) که از سال ۱۹۹۸ تا ۲۰۰۴ تولید شد.

در نوامبر ۱۹۹۳، فورد این اتاق را معرفی کرد و در ۱۹۹۴ نسل چهارم ماستنگ به بازار راه‌یافت. نسل چهارم با نام "sn–۹۵"، براساس نسخه به روز شده پلتفرم فاکس فورد با نام "فاکس–۴" ساخته شد.
برای اولین بار از زمان معرفی ماستنگ در سال ۱۹۶۴، این مدل در نسخه ناچ‌بک کوپه در دسترس نبود. مدل پایه به یک موتور ۳٫۸ لیتری ۱۰۸ کیلوواتی مجهز شده بود و با یک گیربکس دستی ۵ سرعته یا اتوماتیک ۴ سرعته جفت می‌شد. این نسل در سال ۱۹۹۸ یک فیس‌لیفت را تجربه کرد که در نمای ظاهری شامل به‌روزرسانی چراغ‌ها و سپرها شد.

## نسل پنجم (۲۰۰۵–۲۰۱۴)

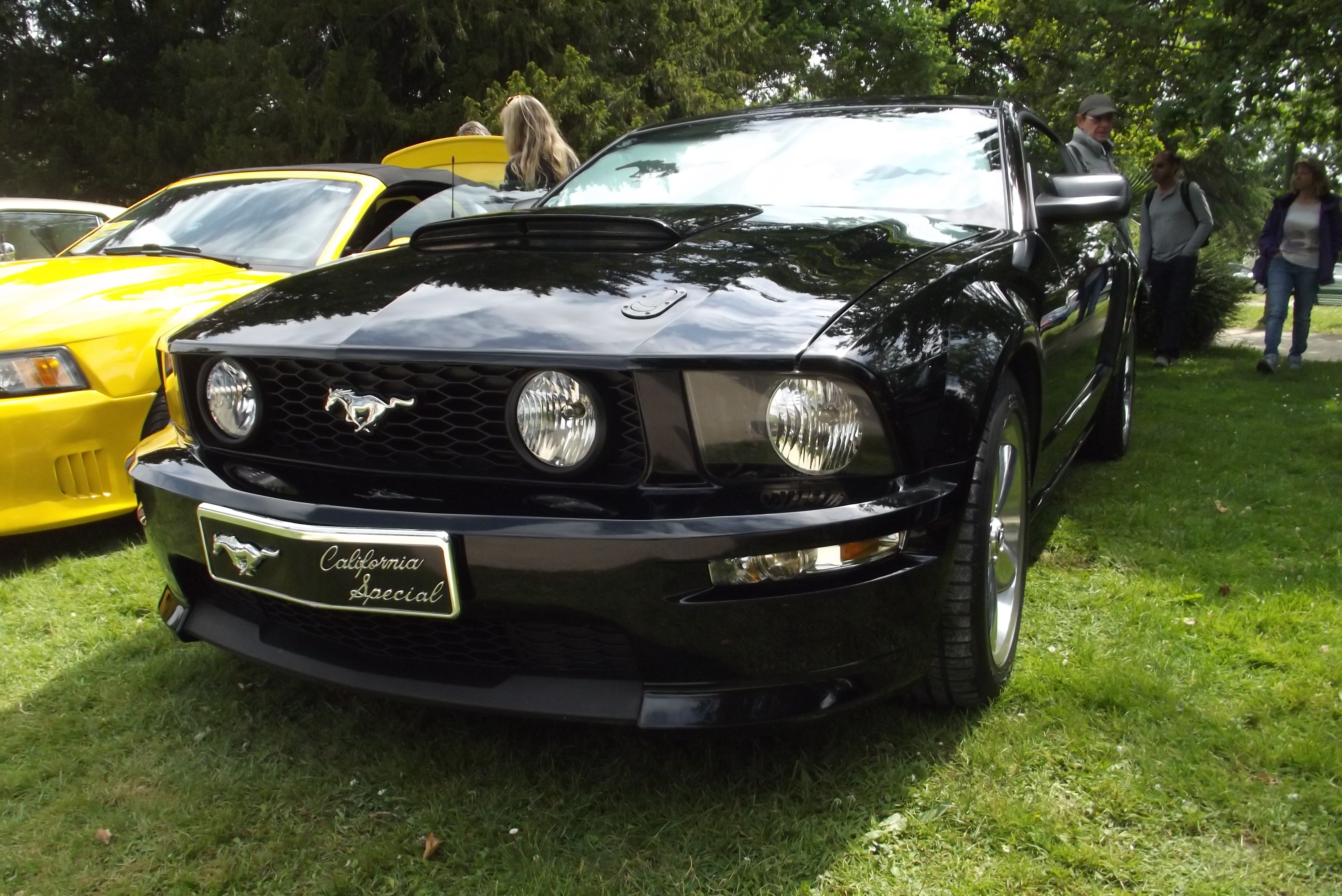

فورد در نمایشگاه خودروی نیویورک در سال ۲۰۱۳ نمونه‌ای از فورد ماستنگ را به نمایش گذاشت که موتورش ۱۲۰۰ اسب بخار قدرت داشت. از این مدل که جی‌تی ۵۰۰ اس/سی ۱۰۰۰ نام دارد صد دستگاه ساخته شده و قیمت ۱۵۴ هزار و ۹۹۵ دلار است.همچنین از سال ۲۰۰۶ اسکوپ روی کاپوت که فقط مختص به مدل GT کابریولت بود ،به مدل GT کوپه هم راه یافت و خریداران این مدل هم می‌توانستند این آپشن ۱۵۰۰دلاری را سفارش دهند.

## نسل ششم (۲۰۱۵–۲۰۲۳)

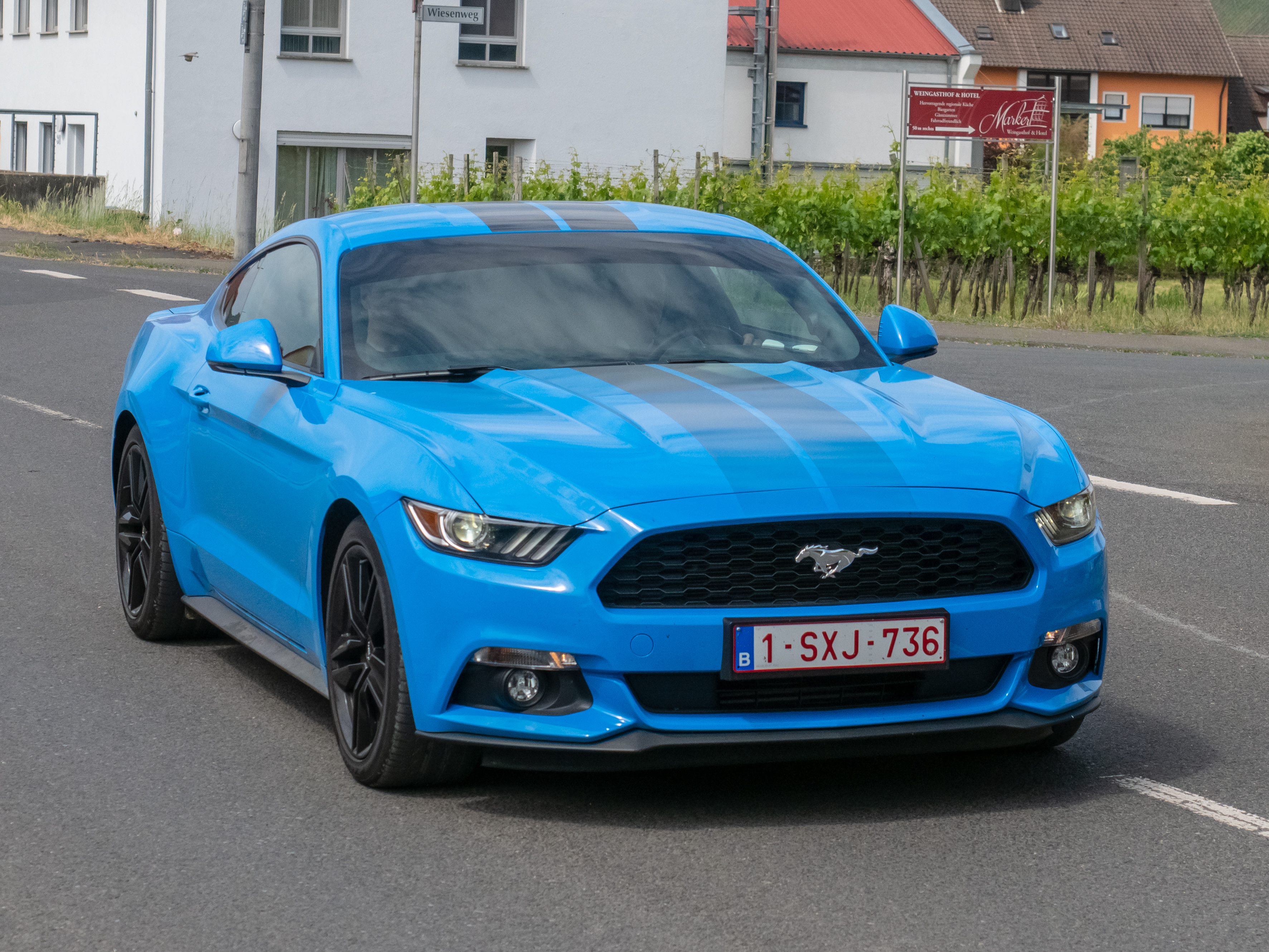
فورد ماستنگ مدل ۲۰۱۵

شرکت فورد، ماستنگ ۲۰۱۵ را با موتور پایه ۳٫۷ لیتری ۶ سیلندر با توان ۳۰۰ اسب بخار به بازار معرفی کرد. موتورهایی که در مدل‌های دیگر این خودرو استفاده شدند عبارتند از:
- موتور ۳٫۷ لیتری V6 با ۳۰۰ اسب بخار قدرت و ۳۶۵ نیوتن متر گشتاور
- موتور ۲٫۳ لیتری اکوبوست چهار سیلندر با ۳۰۵ اسب بخار قدرت و ۴۰۶ نیوتن متر گشتاور
- موتور ۵ لیتری V8 با ۴۲۰ اسب بخار قدرت و ۵۲۸ نیوتن متر گشتاور

## نسل هفتم (۲۰۲۴)

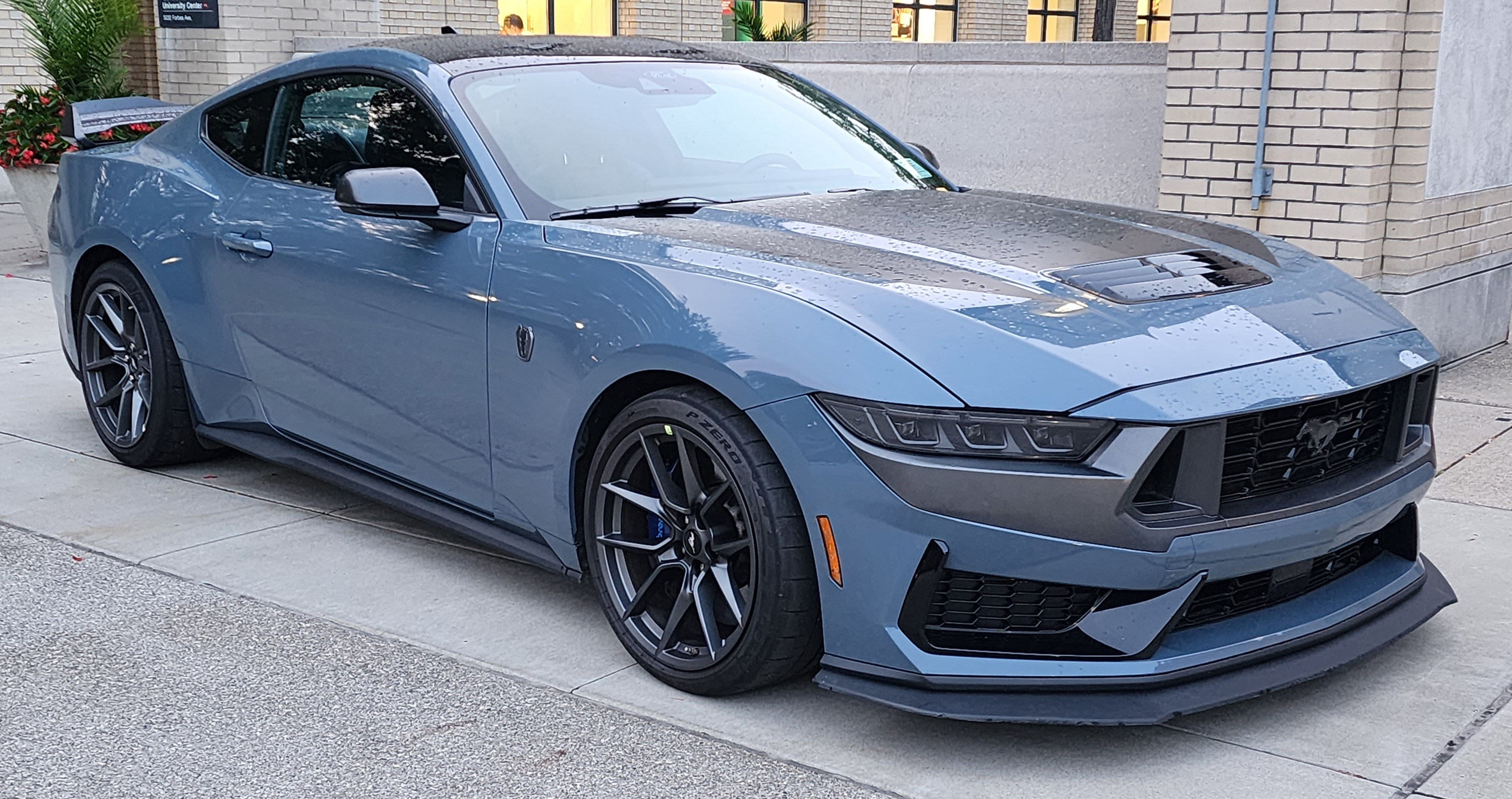
فورد ماستنگ دارک هورس ۲۰۲۴

نسل هفتم این خودرو در تاریخ ۱۴ سپتامبر ۲۰۲۲ و در نمایشگاه بین‌المللی خودروی آمریکای شمالی معرفی شد. شرکت فورد در رویدادهای خاص این خودرو از کلمه «ازدهام» بر روی این خودرو یاد کرده‌است.
این خودرو طبق اعلام شرکت در سال ۲۰۲۴ میلادی بر روی خط تولید می‌رود. در این نسل همچنین نسخه ویژه‌ای به نام دارک هورس (اسب تاریک) نیز اضافه شده که شرکت فورد از آن به عنوان قوی‌ترین نسخه کارخانه‌ای ماستنگ نام برده‌است.

## فروش
| مدل سال | فروش در آمریکا |
| ------- | -------------- |
|         |                |
|         |                |
|         |                |
|         |                |
| ۱۹۶۴½   | ۱۲۱٬۵۳۸        |
| ۱۹۶۵    | 559,451        |
| ۱۹۶۶    | 607,568        |
| ۱۹۶۷    | 472,121        |
| ۱۹۶۸    | 317,404        |
| ۱۹۶۹    | 299,824        |

| مدل سال | فروش در آمریکا |
| ------- | -------------- |
| ۱۹۷۰    | ۱۹۱٬۲۳۹        |
| ۱۹۷۱    | ۱۵۱٬۴۸۴        |
| ۱۹۷۲    | ۱۲۵٬۸۱۳        |
| ۱۹۷۳    | ۱۳۴٬۸۱۷        |
| ۱۹۷۴    | ۳۸۵٬۹۹۳        |
| ۱۹۷۵    | ۱۸۸٬۵۷۵        |
| ۱۹۷۶    | ۱۸۷٬۵۶۷        |
| ۱۹۷۷    | ۱۵۳٬۱۷۳        |
| ۱۹۷۸    | ۱۹۲٬۴۱۰        |
| ۱۹۷۹    | ۳۶۹٬۹۳۶        |

| مدل سال | فروش در آمریکا |
| ------- | -------------- |
| ۱۹۸۰    | ۲۷۱٬۳۲۲        |
| ۱۹۸۱    | ۱۸۲٬۵۵۲        |
| ۱۹۸۲    | ۱۳۰٬۴۱۸        |
| ۱۹۸۳    | ۱۲۰٬۸۷۳        |
| ۱۹۸۴    | ۱۴۱٬۴۸۰        |
| ۱۹۸۵    | ۱۵۶٬۵۱۴        |
| ۱۹۸۶    | ۲۲۴٬۴۱۰        |
| ۱۹۸۷    | ۱۶۹٬۷۷۲        |
| ۱۹۸۸    | ۲۱۱٬۲۲۵        |
| ۱۹۸۹    | ۲۰۹٬۷۶۹        |

| مدل سال | فروش در آمریکا |
| ------- | -------------- |
| ۱۹۹۰    | ۱۲۸٬۱۸۹        |
| ۱۹۹۱    | ۹۸٬۷۳۷         |
| ۱۹۹۲    | ۷۹٬۲۸۰         |
| ۱۹۹۳    | ۱۱۴٬۳۳۵        |
| ۱۹۹۴    | ۱۲۳٬۱۹۸        |
| ۱۹۹۵    | 136,962        |
| ۱۹۹۶    | ۱۲۲٬۶۷۴        |
| ۱۹۹۷    | ۱۱۶٬۶۱۰        |
| ۱۹۹۸    | ۱۴۴٬۷۳۲        |
| ۱۹۹۹    | 166,915        |

| سال تقویمی | فروش در آمریکا |
| ---------- | -------------- |
| ۲۰۰۰       | 173,676        |
| ۲۰۰۱       | 169,198        |
| ۲۰۰۲       | 138,356        |
| ۲۰۰۳       | ۱۴۰٬۳۵۰        |
| ۲۰۰۴       | 129,858        |
| ۲۰۰۵       | ۱۶۰٬۹۷۵        |
| ۲۰۰۶       | 166,530        |
| ۲۰۰۷       | ۱۳۴٬۶۲۶        |
| ۲۰۰۸       | 91,251         |
| ۲۰۰۹       | 66,623         |

| سال تقویمی | فروش در آمریکا |
| ---------- | -------------- |
| ۲۰۱۰       | 73,716         |
| ۲۰۱۱       | 70,438         |
| ۲۰۱۲       | 82,995         |
| ۲۰۱۳       | 77,186         |
| ۲۰۱۴       | 82,635         |
| ۲۰۱۵       | 122,349        |
| ۲۰۱۶       | 105,932        |
| ۲۰۱۷       | 81,866         |
| ۲۰۱۸       | 75,842         |
| ۲۰۱۹       | 72,489         |